# The Hero with a Thousand Faces
The Hero with a Thousand Faces (O Herói de Mil Faces) é uma obra seminal de mitologia comparada de Joseph Campbell. No livro, Campbell discute a teoria da jornada do herói arquetípico, encontrada em inúmeras mitologias e culturas ao redor do mundo.
Desde a publicação de O Herói de Mil Faces, a teoria de Campbell tem sido aplicada por inúmeros autores e artistas. O exemplo mais conhecido é George Lucas, com a obra de Campbell influenciando os seus filmes de Star Wars.
A Joseph Campbell Foundation e New World Library lançou uma nova edição de The Hero with a Thousand Faces em julho de 2008, como parte dos Collected Works of Joseph Campbell, com gravações em áudio e vídeo. Em 2011, a Time colocou o livro em sua lista dos 100 melhores e mais influentes livros escritos em inglês, desde que a revista foi fundada em 1923.

## Conteúdo
Campbell explora a teoria de que mitos importantes de todo o mundo que sobreviveram durante milhares de anos, todos partilham uma estrutura fundamental, que Campbell chama de monomito. Em uma citação bem conhecida a partir da introdução de O Herói de Mil Faces, Campbell resumiu o monomito:

Um herói se arrisca a sair do seu dia-a-dia comum para uma região de maravilha sobrenatural: forças fabulosas estão lá para ser encontradas e uma vitória decisiva está a ser ganhada: o herói volta a partir desta misteriosa aventura com o poder de conceder bênçãos sobre seus companheiros.
Ao expor o monomito, Campbell descreve uma série de estágios ou etapas ao longo desta jornada. O herói começa no mundo comum, e recebe um chamado para entrar no mundo incomum de poderes e eventos estranhos (a chamada à aventura). Se o herói aceita o chamado para entrar neste mundo estranho, ele tem de enfrentar tarefas e estágios (um caminho de provas), e pode ter que enfrentar estas provações sozinho ou pode ter ajuda. Na sua forma mais intensa, o herói deve sobreviver a um desafio grave, muitas vezes com a ajuda ganhada ao longo da jornada. Se o herói sobrevive,  pode alcançar um grande presente (a meta ou "benção"), que muitas vezes resulta na descoberta de importantes auto-conhecimento. O herói deve então decidir se quer voltar com esta benção (o retorno ao mundo comum), muitas vezes enfrentando desafios na viagem de regresso. Se o herói é bem sucedido em voltar, o benefício ou presente pode ser usado para melhorar o mundo (a aplicação da benção).
Muito poucos mitos contem todos esses estágios, alguns mitos contêm muitos dos estágios, enquanto outros contêm apenas alguns; alguns mitos podem ter como foco apenas uma das etapas, enquanto outros mitos podem lidar com as etapas em uma ordem um pouco diferente. Estes estágios podem ser organizados em uma série de maneiras, incluindo na divisão em três seções: Partida (às vezes chamado de separação), Iniciação e Retorno. "Partida" lida com o herói se aventurar diante na busca, "iniciação" lida com várias aventuras do herói ao longo do caminho e "Retorno" com a volta para a casa do herói com o conhecimento e as competências adquiridas na viagem.

Capa da edição brasileira da Editora Pensamento-Cultrix

Os exemplos clássicos de monomito invocado por Campbell e outros estudiosos incluem as histórias de Osíris, Prometeu, o Buda, Moisés, Maomé e Jesus, embora Campbell cita muitos outros mitos clássicos de várias culturas que dependem dessa estrutura básica. As supostas semelhanças entre estes heróis lendários é um dos argumentos básicos da teoria do mito de Cristo.
Enquanto Campbell oferece uma discussão sobre a jornada do herói usando os conceitos freudianos populares na década de 1940 e 1950, a estrutura monomítica não está vinculado a esses conceitos. Da mesma forma, Campbell usa uma mistura de arquétipos junguianos, forças inconscientes, e estruturação de ritos de rituais de passagem de Arnold van Gennep para fornecer alguma iluminação. No entanto, este padrão de jornada do herói influenciou artistas e intelectuais em todo o mundo, sugerindo uma utilidade básica para insights de Campbell não ligados a categorias acadêmicas e formas de análise do século 20.